# 草子地
草子地（そうしぢ、そうしのち）は、物語文学における本文の一部を示す術語である。中世の源氏学（『源氏物語』等の注釈の学問）の中で用いられ始めた概念であるが、現代でも物語の主題や構想等と関連して作者の意図をくみ取るための重要な道具概念としてさまざまに議論されている。

## 概要
現在の散文形式の文章の中で、会話文や引用文を除いた叙述の部分を指すときに使用される「地の文」という概念の元になった概念であり、鎌倉時代後期に成立したと見られる注釈書『異本紫明抄』には、「物語字詞」という後の「草子地」の元になったと思われる概念が見られるが、1482年成立とされる宗祇による『源氏物語』の帚木巻についての注釈書『雨夜談抄』（別名「帚木別注」）が「草子地」という術語の初出と見られる。1493年成立の『一葉抄』では、「此の物語には『作者の詞』・『人々の心・詞』・『草子の詞』・『草子の地』があるので「よく分別すへし」と記している。その後1504年成立の『弄花抄』や1510年成立の『細流抄』などでもこの草子地についてはしばしば触れられている。このように旧注の時代以来しばしば用いられている術語であるにもかかわらず、当時の人々にとってこの「草子地」とは自明の概念であったらしく、「草子地」の定義を明記した注釈書は存在しない。さらにはそれぞれの注釈書ごとに「草子地」の指し示す範囲が異なると考えざるを得ない場合もある。この「草子地」は「準拠」と並んで中世の源氏学に発祥を持つ術語であり、論者ごとの異なりを持ちながらも現在も『源氏物語』を理解するために有用な道具概念として広く使われている。

## 草子地とされるもの
さまざまな『源氏物語』の注釈書のいずれかにおいて草子地とされるものは、以下のように『源氏物語』54帖中第43帖の紅梅を除く53帖にわたる1062箇所に及んでいる。
- 第01帖 桐壺 21箇所
- 第02帖 帚木 30箇所
- 第03帖 空蝉 10箇所
- 第04帖 夕顔 34箇所
- 第05帖 若紫 15箇所
- 第06帖 末摘花 24箇所
- 第07帖 紅葉賀 30箇所
- 第08帖 花宴 6箇所
- 第09帖 葵 20箇所
- 第10帖 賢木 48箇所
- 第11帖 花散里  7箇所
- 第12帖 須磨 25箇所
- 第13帖 明石 31箇所
- 第14帖 澪標 12箇所
- 第15帖 蓬生 13箇所
- 第16帖 関屋 3箇所
- 第17帖 絵合  8箇所
- 第18帖 松風 18箇所
- 第19帖 薄雲 13箇所
- 第20帖 朝顔 14箇所
- 第21帖 少女 37箇所
- 第22帖 玉鬘 23箇所
- 第23帖 初音 20箇所
- 第24帖 胡蝶 10箇所
- 第25帖 蛍 26箇所
- 第26帖 常夏 13箇所
- 第27帖 篝火  3箇所
- 第28帖 野分 11箇所
- 第29帖 行幸 26箇所
- 第30帖 藤袴 11箇所
- 第31帖 真木柱 29箇所
- 第32帖 梅枝 13箇所
- 第33帖 藤裏葉 16箇所
- 第34帖 若菜上 49箇所
- 第35帖 若菜下 33箇所
- 第36帖 柏木 11箇所
- 第37帖 横笛  8箇所
- 第38帖 鈴虫  9箇所
- 第39帖 夕霧 33箇所
- 第40帖 御法 18箇所
- 第41帖 幻 13箇所
- 第42帖 匂宮 10箇所
- 第43帖 紅梅 無し
- 第44帖 竹河 24箇所
- 第45帖 橋姫 14箇所
- 第46帖 椎本 22箇所
- 第47帖 総角 34箇所
- 第48帖 早蕨  6箇所
- 第49帖 宿木 64箇所
- 第50帖 東屋 22箇所
- 第51帖 浮舟 31箇所
- 第52帖 蜻蛉 13箇所
- 第53帖 手習 21箇所
- 第54帖 夢浮橋  6箇所

## 類似の概念
いくつかの古注釈書において「草子地」に類する以下のような語が使われることがあるが、それらについても定義が書かれることは無いために「草子地」と同様にさまざまな議論が生じている。
- 「物語の作者の詞」（『花鳥余情』）
- 「批判の詞」（『孟津抄』）
- 「草子の評」・「草子の地」・「記者の筆」（『細流抄』）
- 「紫式部が詞」（『弄花抄』）
- 「草子の批判」（『山下水』）

## 現代の草子地論
草子地については現代でもさまざまに立場の異なる見解や議論が存在している。草子地と草子地でない部分との間に草子地に移行するため「移り詞」なるものが存在する場合があるとの指摘も存在する。

### テクスト論と草子地
昭和20年代から昭和30年代にかけて、主として武田宗俊によって唱えられた玉鬘系後記説などを巡って盛んだった『源氏物語』の成立論が一段落した後に、「今、自分たちの目の前にある『源氏物語』はどのように成立したのか。また平安時代中期に紫式部という人物によって書かれたままなのかどうか」という問題とは切り離した形で、「『源氏物語』として今現在我々の目の前にあるテクスト」やそこから導き出される「作者」を研究・考察の対象にしようとする「テクスト論」が研究テーマとして盛んになったが、古くから存在したこの「草子地」という概念はテクスト論との関連で再評価され新たな議論を生み出している。

### 人称と草子地
草子地は、人称との関連でも様々に議論されることがある。さまざまな言語において言語学において多くの言語に存在すると伝統的に認められてきた人称である一人称から三人称までのどれにも単純には当てはまらない（あるいは複数の人称に同時に当てはまる）ような場合を四人称やゼロ人称などとして取り扱おうとする議論が存在するが、この草子地に関しても人称に関連する議論が存在しており、例えば「草子地とは本来、ゼロ人称である担い手が第一人称になって自己言及する場所ではないか、という見当をつけられる」などといった説明がなされることがある。

### 草子地の分類
中野幸一は、草子地はその役割に応じて以下のように「説明の草子地」、「推量の草子地」、「批評の草子地」、「省略の草子地」、「伝達の草子地」といったものに分けることができるとしたが、実際の草子地にはこれらのうち複数の性格を同時に有するものやどれにも当てはまらないものもあるとしている。
- 「説明の草子地」
  - 解説
  - 理由
  - 注記
  - 日時確認　「かくいふは九月のことなりけり」（玉鬘）
- 「批評の草子地」
  - 事物批評
  - 人物批評　「すこしあいなきことなかりし」（賢木）
  - 和歌批評
  - 自己批評
  - 共感
- 「推量の草子地」
  - 説明的推量
  - 疑問的推量
  - 未来推量
  - 婉曲
- 「省略の草子地」
  - 単純省略
  - 理由付き省略
    - 未見聞
    - 煩雑
    - 些細
    - 同例
    - 謙辞
    - 表現不能

  - 想像寄託
  - 重複忌避
  - 一部例示
- 「伝達の草子地」
  - 時代仮構
    - 古代仮構　「いずれの御時にか」（桐壺）
    - 近時仮構　「その頃」

  - 伝聞　「～とぞ」
  - 発語　「まことや～」
- 「複合形態の草子地」
- 「偽装形態の草子地」